# 孝隱太子
孝隱太子（韓語：효은태자，？—？），名王垣（왕원），高麗太祖王建之子，後因企圖推翻兄長光宗而被賜死。

## 生平
孝隱太子原名王肅（왕숙），是太祖王建與東陽院夫人庾氏的兒子，最初封為東陽君（동양군），後封東陽大君。有一同母兄長孝穆太子王義；他也是開國功臣庾黔弼的外孫。
根據《高麗史》的說法，王垣性格陰險暴戾，結交小人。後來因為企圖篡奪兄長光宗的王位失敗而被賜死。但王垣兩名兒子王琳、王禎因年幼而得以倖免，逃竄到民間得以糊口。康肇掌權後，奏請授給予王琳和王禎爵位，給臧獲、田莊、屬宗籍。後來王琳官至尚書左僕射，王禎官至太子詹事、上輕車都尉。

## 家庭

### 兄弟
- 孝穆太子王義

### 妻妾
- 韶和夫人

### 子女
- 東陽君王琳
- 溫潔公王禎

## 影視形象
- 《帝國的早晨》（KBS，2002年－2003年，演員：高東炫（朝鲜语：고동현）、朴鎮瀅）
- 《輝煌或瘋狂》（MBC，2015年，演員：池殷成）
- 《月之戀人－步步驚心：麗》（SBS，2016年－2016年，演員：尹善宇）